# Giovane con cornucopia
Giovane con cornucopia è un disegno su carta bianca controfondata del pittore genovese Lazzaro Tavarone conservato al Gabinetto Disegni e Stampe di Palazzo Rosso ai Musei di Strada Nuova a Genova

## Storia e descrizione
Il disegno, entrato nelle Civiche Collezioni grazie al legato di Marcello Durazzo del 1848, è stato inizialmente attribuito attribuito a Domenico Piola. Successivamente è stato attribuito a Tavarone sulla base di analogie con altre opere dell’artista che raffigurano dettagli decorativi insieme a putti in varie posture e atteggiamenti. Il foglio è connesso alla produzione di ornati per facciate dipinte, insieme ad altri progetti e studi di dettaglio che potevano essere replicati per decorare sia interni che esterni, a fresco o in stucco, per palazzi o edifici religiosi.
All'interno di questo repertorio, Piero Boccardo (ex direttore del Gabinetto Disegni e Stampe di palazzo Rosso) ha riconosciuto il modello per uno dei putti reggifestone affrescati a monocromo da Tavarone nel salone di villa Saluzzo Bombrini a Genova detta il Paradiso. Il disegno è riconducibile al repertorio dell'artista: si tratta, infatti, di uno dei tanti esempi di disegni a inchiostro su carta bianca, caratterizzati da un tratto sottile e da una accurata acquerellatura della figura e dello sfondo che conferisce profondità all'immagine. Questo stesso foglio è collegato alla tipologia di erme affrescate nell’atrio di palazzo De Ferrari Chiavari, oggi Belimbau, imputabile al fatto che l'artista utilizzava spesso lo stesso cartone in cicli di affreschi differenti.